# Каннский кинофестиваль 2000
Каннский кинофестиваль 2000 года проходил с 10 по 21 мая. Фестиваль проводился в 53 раз.

## Жюри

### Основной конкурс
- Люк Бессон, режиссёр (Франция) — председатель
- Айтана Санчес-Хихон, актриса (Испания)
- Николь Гарсия, актриса (Франция)
- Кристин Скотт Томас, актриса (Великобритания)
- Барбара Зукова, актриса (Германия)
- Джонатан Деми, режиссёр (США)
- Мари Мартоне, режиссёр (Италия)
- Джереми Айронс, актёр (Великобритания)
- Арундати Рой, писательница (Индия)
- Патрик Модиано, сценарист (Франция)

## Фильмы-участники основного конкурса
| Победители выделены отдельным цветом. |

| Название                               | Оригинальное название                            | Режиссёр          | Страна                                                   |
| -------------------------------------- | ------------------------------------------------ | ----------------- | -------------------------------------------------------- |
| Хлеб и розы                            | Bread and Roses                                  | Кен Лоуч          | Великобритания, Франция, ФРГ, Испания, Италия, Швейцария |
| 춘향뎐                                 | 춘향뎐                                           | Им Квон Тхэк      | Республика Корея                                         |
| Код неизвестен                         | Code inconnu : Récit incomplet de divers voyages | Михаэль Ханеке    | Франция, ФРГ, Румыния                                    |
| Танцующая в темноте                    | Dancer in the Dark                               | Ларс фон Триер    | Дания, ФРГ, Нидерланды, США                              |
| Esther Kahn                            | Esther Kahn                                      | Арно Деплешен     | Великобритания, Франция                                  |
| Estorvo                                | Estorvo                                          | Руй Герра         | Бразилия, Куба, Португалия                               |
| Fast Food Fast Women                   | Fast Food Fast Women                             | Amos Kollek       | Франция, США                                             |
| Табу                                   | 御法度                                           | Нагиса Осима      | Япония, Франция, Великобритания                          |
| Devils on the Doorstep                 | 鬼子来了                                         | Цзян Вэнь         | Китай                                                    |
| Гарри — друг, который желает вам добра | Harry un ami qui vous veut du bien               | Доминик Молль     | Франция                                                  |
| Любовное настроение                    | 花樣年華                                         | Вонг Карвай       | Китай, Гонконг                                           |
| Kippur                                 | כיפור                                            | Амос Гитай        | Израиль                                                  |
| Сентиментальные судьбы                 | Les Destinées sentimentales                      | Оливье Ассаяс     | Франция, Швейцария                                       |
| О, где же ты, брат?                    | O Brother, Where Art Thou?                       | Братья Коэн       | США, Великобритания, Франция                             |
| Свадьба                                | Свадьба                                          | Павел Лунгин      | Россия, Франция, Германия, Италия                        |
| Песни со второго этажа                 | Sånger från andra våningen                       | Рой Андерссон     | Швеция, Дания, Норвегия                                  |
| Blackboards                            | تخته سیاه                                        | Самира Махмальбаф | Иран, Италия, Япония                                     |
| Золотая чаша                           | The Golden Bowl                                  | Джеймс Айвори     | США, Великобритания, Франция                             |
| Ярды                                   | The Yards                                        | Джеймс Грэй       | США                                                      |
| Faithless                              | Trolösa                                          | Лив Ульман        | Швеция                                                   |
| Один и два                             | Yi Yi                                            | Эдвард Янг        | Китайская Республика, Япония                             |
| Эврика                                 | ユリイカ                                         | Shinji Aoyama     | Япония                                                   |

## Особый взгляд
- «Вертикальный луч солнца», реж. Чан Ань Хунг (Франция, Германия, Вьетнам)

## Победители
- Золотая пальмовая ветвь
«Танцующая в темноте», реж. Ларс фон Триер
- Гран-при
«Дьяволы у порога», реж. Цзян Вэнь
- Приз за лучшую женскую роль
Бьорк («Танцующая в темноте»)
- Приз за лучшую мужскую роль
Тони Люн Чу Вай («Любовное настроение»)
- Приз за лучшую режиссуру
Эдвард Янг («Один и два»)
- Приз за лучший сценарий
Джон С. Ричардс, Джеймс Флэмберг («Сестричка Бетти»)
- Специальный приз жюри: За лучший актёрский ансамбль
Свадьба, реж. Павел Лунгин